# Ricky Taylor
Ricky Taylor (ur. 3 sierpnia 1989 roku w Surrey) – amerykański kierowca wyścigowy.

## Kariera
Taylor rozpoczął karierę w międzynarodowych wyścigach samochodowych w sezonie 2005/2006 roku od startów w Skip Barber Southern Regional Series. Z dorobkiem 397 punktów uplasował się na czwartej pozycji w końcowej klasyfikacji kierowców. W późniejszych latach Amerykanin pojawiał się także w stawce Star Mazda, Skip Barber National Championship, Skip Barber Southern Regional Run-Offs, Las Vegas Motor Speedway Bullring, Pacific F2000, Rocky Mountain Challenge Series, IMSA Lites L1 Presented by Hankook, Grand American Rolex Series, V8 Supercars, FIA World Endurance Championship, 24-godzinnego wyścigu Le Mans oraz United Sports Car Championship.

## Wyniki w 24h Le Mans
| Rok  | Zespół             | Partnerzy                       | Samochód                | Klasa  | Okr. | Poz. | Klasa Pos. |
| ---- | ------------------ | ------------------------------- | ----------------------- | ------ | ---- | ---- | ---------- |
| 2013 | Larbre Compétition | Julien Canal Patrick Bornhauser | Chevrolet Corvette C6.R | GTE Am | 302  | 29   | 5          |
| 2014 | Larbre Compétition | Pierre Ragues Keiko Ihara       | Morgan LMP2-Judd        | LMP2   | 341  | 14   | 9          |